# Karl Heinrich von Boetticher

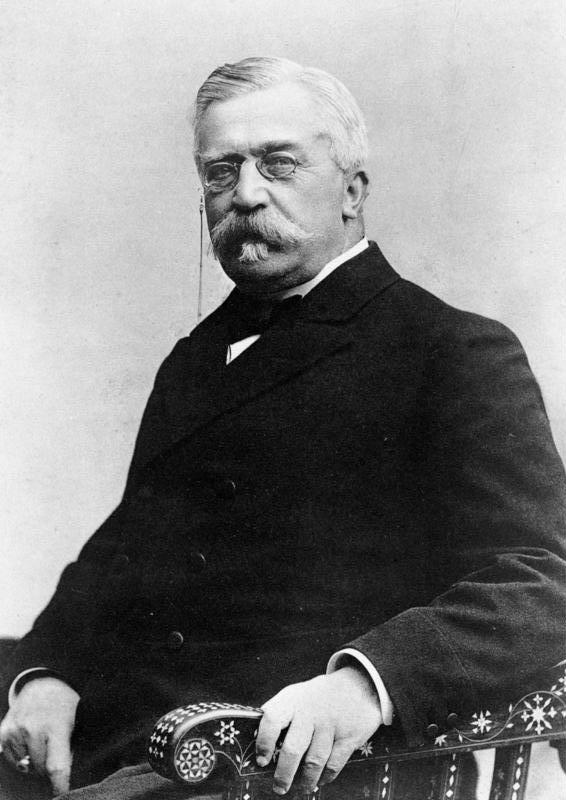
Karl Heinrich von Boetticher, 1880

Karl Heinrich Boetticher, ab 1864 von Boetticher (* 6. Januar 1833 in Stettin; † 6. März 1907 in Naumburg an der Saale) war ein preußischer Beamter, deutscher Vizekanzler und Politiker.

## Leben
Karl-Heinrich von Boetticher wurde als dritter Sohn des Oberlandesgerichtspräsidenten Carl Wilhelm von Boetticher (1791–1868) und seiner Frau Henriette Wilhelmine geb. von Bodenhausen geboren. Er besuchte aufgrund wechselnder Verwaltungstätigkeiten seines Vaters Schulen in Stettin, Königsberg und Danzig, bevor er sein Abitur in Potsdam ablegte. Von 1852 bis 1855 studierte er an der Julius-Maximilians-Universität Würzburg und der Friedrich-Wilhelms-Universität Berlin Rechtswissenschaft. In Würzburg wurde er Mitglied des Corps Nassovia. Nach dem Studium diente er als Einjährig-Freiwilliger in der Preußischen Armee. 1860 wurde er Gerichtsassessor, 1863 Regierungsassessor. 1864 kam er ans Handelsministerium. 1865 wurde er Stadtrat von Stralsund und 1869, im Jahr seiner Eheschließung mit Sophie Berg, Regierungsrat im preußischen Innenministerium.
1872 zum Geh. Regierungsrat ernannt, wurde er Landdrost in Hannover und 1876 Regierungspräsident in Schleswig. 1879 wurde er kurzzeitig zum Oberpräsidenten der Provinz Schleswig-Holstein ernannt. Von September 1880 bis Juli 1897 war Boetticher Staatssekretär im Reichsamt des Innern und zugleich Staatsminister ohne Geschäftsbereich. Im Juni 1881 wurde er Stellvertreter des Reichskanzlers und von August 1888 bis Juli 1897 auch Vizepräsident des Staatsministeriums. Als solcher war er maßgeblich an der Konzeption und parlamentarischen Durchsetzung der Sozialversicherungsgesetze Bismarcks beteiligt. In dem 1889 aufbrechenden Streit zwischen Bismarck und Wilhelm II. um die Arbeiterschutzgesetze entschied sich Boetticher trotz innerer Gewissenskonflikte für eine Unterstützung der weitergehenden Ansichten des Kaisers und zog sich so den Zorn Bismarcks zu, der Boetticher im dritten Teil seiner Erinnerungen ein ganzes Kapitel zur Abrechnung widmet. Boettichers Sicht der Ereignisse sind umfangreich dokumentiert in Georg von Eppsteins Fürst Bismarcks Entlassung, die er nach den hinterlassenen, aber bis dato unveröffentlichten Aufzeichnungen Boettichers in Berlin 1920 veröffentlichte.
Boetticher blieb auch nach Bismarcks Sturz 1890 in seinen Ämtern und unterstützte den Neuen Kurs, besonders auf dem Gebiet der Handelspolitik. In dieser Eigenschaft war er am 31. Mai 1895 zur Grundsteinlegung des Elbe-Trave-Kanals mit anderen in Lübeck. Nach Schlägen mit einem silbernen Hammer durch den präsidierenden Bürgermeister, Heinrich Theodor Behn, schlug der königlich preußische Gesandte mit den Worten „Auch ich bitte um Gottes Segen für dieses Werk als ein neues Band durch uralte Freundschaft verbundenen, im neuen deutschen Reiche unauflöslich miteinander vereinten Nachbaren Lübeck und Preußen.“, gefolgt von dem  Staatsminister mit den Worten „Für Kaiser und Reich, für Lübecks Glück und Herrlichkeit“ schlug der  Kommandierende General des IX. Armee-Korps in Altona, Alfred von Waldersee, mit „Navigare necesse est, vivere non necesse est.“ den Granitstein. Am 1. November 1896 eröffnete er den Geestemünder Fischereihafen.

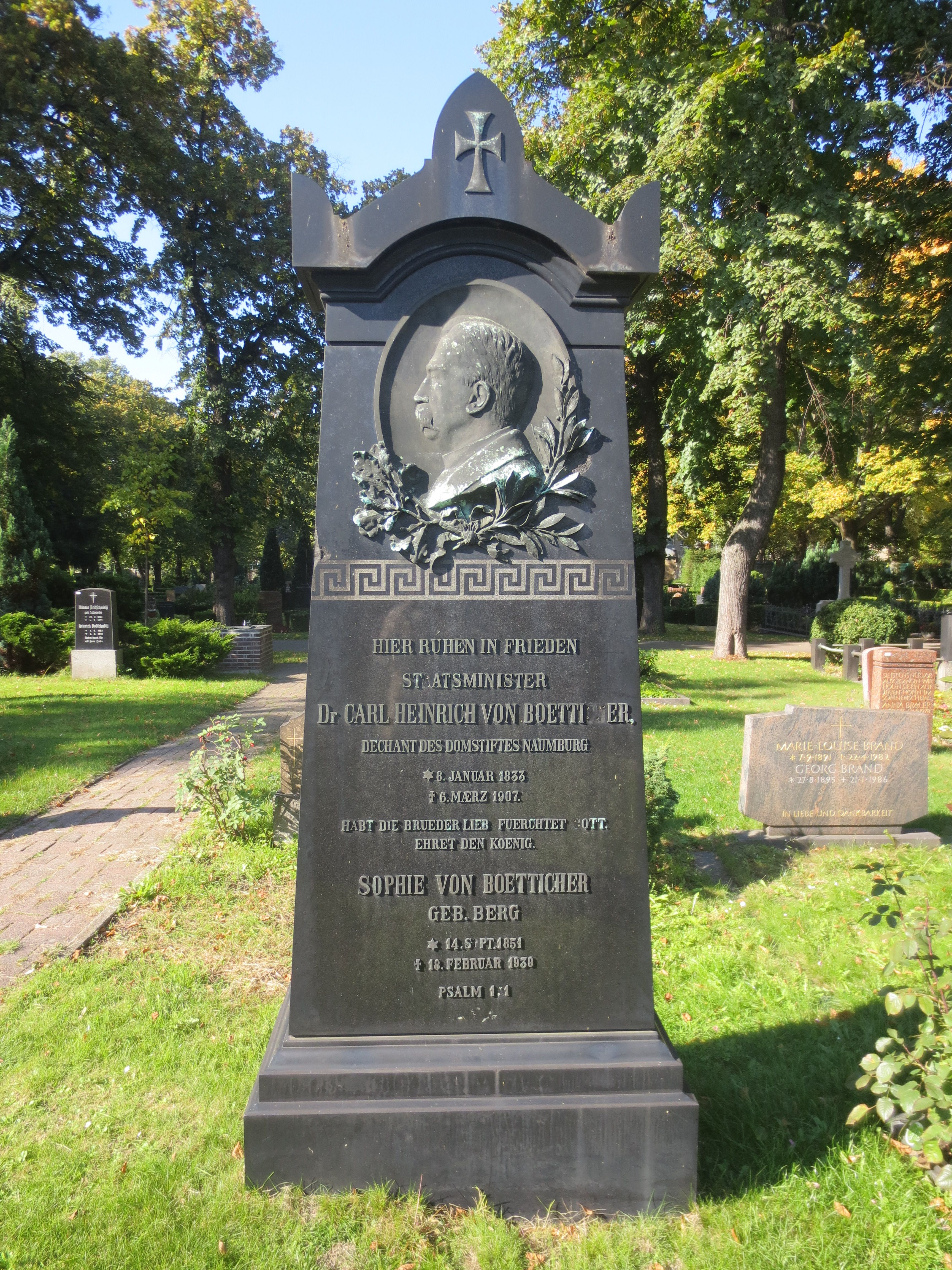
Grabdenkmal von Boetticher auf dem Alten Zwölf-Apostel-Kirchhof in Berlin-Schöneberg

Als Regierungsvertreter im Reichstag unterließ Boetticher es, eine Beleidigung des Kaisers durch einen linksliberalen Politiker zurückzuweisen und beim Abschluss einer Sitzung das „Kaiserhoch“ auszubringen. Darüber bei Kaiser Wilhelm II. in Ungnade gefallen, wurde er 1897 nach 17 Jahren aus der Regierung entlassen und 1898 auf den Posten des Oberpräsidenten der Provinz Sachsen versetzt, wo er bis 1906 wirkte. Er war Domherr des Naumburger Doms.
Von 1866 bis 1870 und 1882 bis 1893 war er als Abgeordneter der Konservativen Partei und auch als Fraktionsloser Mitglied des Preußischen Abgeordnetenhauses. 1878/79 saß er für die Freikonservative Partei (RFKP) im Reichstag (Deutsches Kaiserreich). 1901 wurde er in das Preußische Herrenhaus berufen.
Karl Heinrich von Boetticher starb 1907 im Alter von 74 Jahren in Naumburg an der Saale. Sein Grab befindet sich auf dem Alten Zwölf-Apostel-Kirchhof in Berlin-Schöneberg. Der hohe Grabstein aus schwarzem Granit trägt ein Reliefmedaillon aus Bronze mit dem Porträt des Toten.

## Familie
Boetticher heiratete am 27. Oktober 1869 in Stralsund Sophie Marie Louise Berg (* 14. September 1851, † 18. Februar 1939), eine Tochter des Bankbuchhalters Ernst Heinrich Christian Berg und der Julie Albertine Johanna Schultz. Das Paar hatte mehrere Kinder:
- Maria Johanna Mathilde (* 7. Mai 1873) ⚭ 1904 Gustav Seydel, Oberverwaltungsgerichtsrat
- Sophie Marie Louise (* 12. Dezember 1874) ⚭ 1892 Leberecht von Eberstein, Major a. D. und Besitzer des Rittergutes in Genshagen mit Schloss Genshagen b. Berlin (* 20. Februar 1869; † 1955)
- Hans Hugo Joachim (* 8. Oktober 1878; † 4. April 1918), Hauptmann, gefallen bei Courtoire
- Marie Armgard Erika Johanna (* 1. Juli 1880)

## Ehrungen

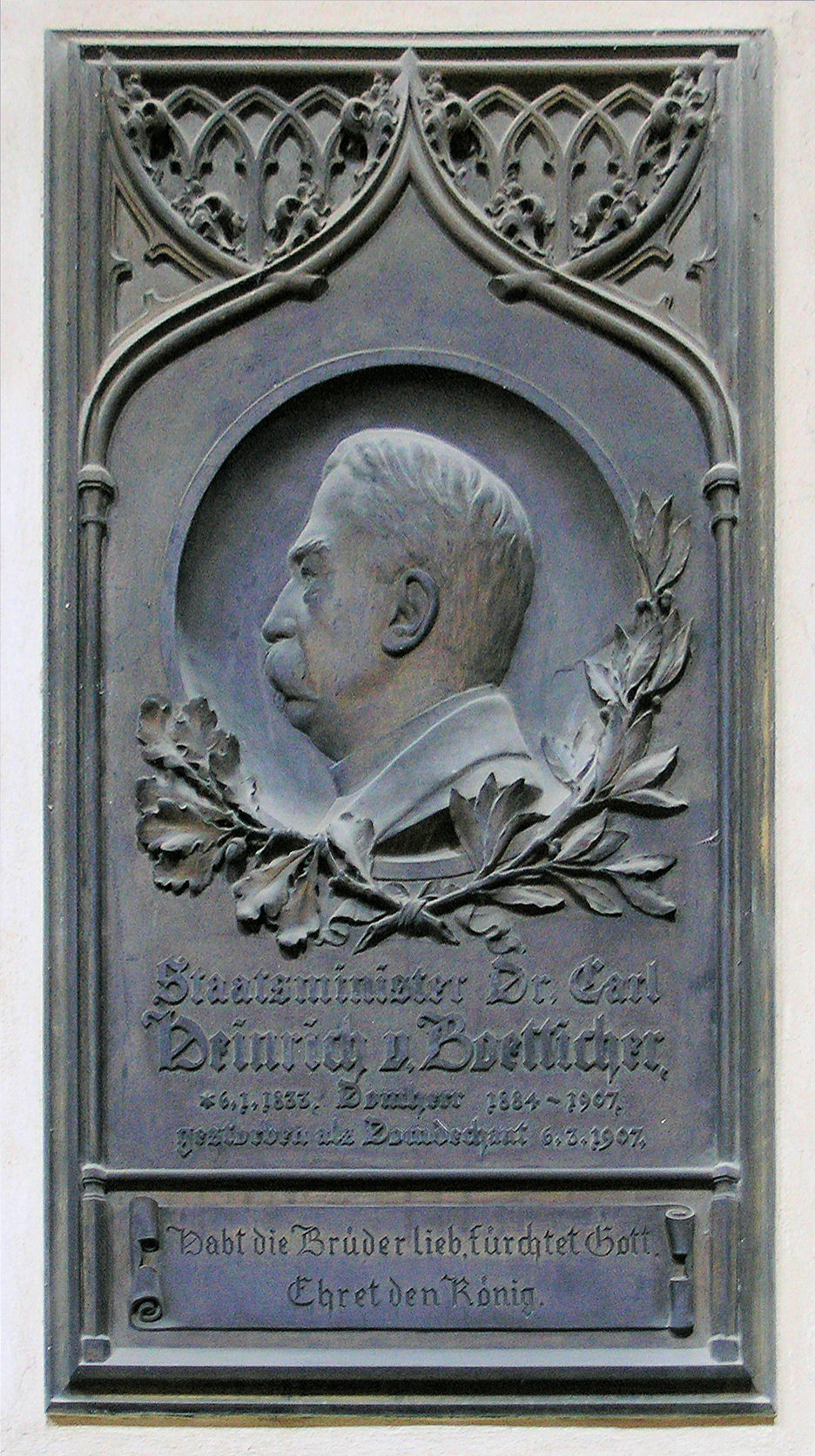
Gedenktafel im Naumburger Dom, Domplatz, in Naumburg (Saale)

Karl-Heinrich von Boetticher war Ehrenbürger von Bremerhaven (1885),  in Stralsund (1890) und  in Magdeburg (1902).
Der Berliner Bildhauer Hans Weddo von Glümer schuf eine Büste des Staatsministers von Bötticher, die im Reichsamt des Innern aufgestellt wurde. Im Naumburger Dom erinnert eine Gedenktafel an den einstigen Domherrn Boetticher.
Für seine Verdienste erhielt er am 10. März 1890 den Schwarzen Adlerorden, die höchste Auszeichnung des Königreiches Preußen.